# Diagrama de Dynkin
En el camp matemàtic de la teoria de Lie, un diagrama de Dynkin, nomenat així per Eugene Dynkin, és un tipus de graf amb algunes arestes dobles o triples (dibuixades com a línies dobles o triples). Les arestes múltiples estan dirigides, dins d'algunes restriccions.
El principal interès en els diagrames de Dynkin és com un mitjà per classificar les àlgebres de Lie semisimples sobre cossos algebraicament tancats. Això dona lloc a grups de Weyl, és a dir, a molts (encara que no a tots) grups de reflexió finits. Els diagrames de Dynkin també poden sorgir en altres contextos.
El terme «diagrama de Dynkin» pot ser ambigu. En alguns casos, se suposa que els diagrames de Dynkin són dirigits, en aquest cas corresponen a sistemes d'arrels i àlgebres de Lie semisimples, mentre que en altres casos se suposa que no estan dirigits, en aquest cas corresponen a grups de Weyl; els diagrames dirigits {\displaystyle B_{n}} i {\displaystyle C_{n}} produeixen el mateix diagrama no orientat, anomenat corresponentment {\displaystyle BC_{n}.} En aquest article, «diagrama de Dynkin» significa «diagrama de Dynkin dirigit», i els diagrames de Dynkin no dirigits es denominaran de manera explícita.

Diagrames de Dynkin finits
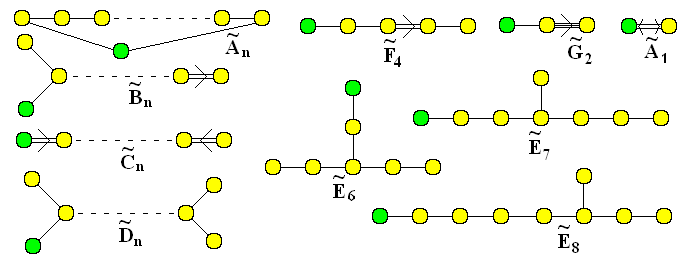
Diagrames de Dynkin afins (ampliat)

## Història

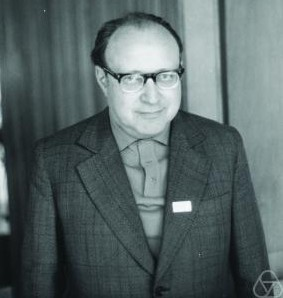
Eugene Dynkin

Els diagrames de Dynkin tenen el nom d'Eugene Dynkin, que els va utilitzar en dos articles (1946, 1947) simplificant la classificació d'àlgebres de Lie semisimples (vegeu Dynkin, 2000). Quan Dynkin va abandonar la Unió Soviètica el 1976, que aleshores es considerava equivalent a la traïció, es va dir als matemàtics soviètics que es referissin a «diagrames d'arrel simple» en lloc d'utilitzar el seu nom.
Coxeter (1934) havia utilitzat anteriorment gràf no dirigits per classificar els grups de reflexió, on els nodes corresponien a reflexos simples; Witt (1941) va utilitzar llavorsels grafs (amb informació de longitud) en referència als sistemes d'arrels, amb els nodes corresponents a arrels simples, tal com s'utilitzen avui. Dynkin els va utilitzar el 1946 i 1947, reconeixent a Coxeter i Witt en el seu document de 1947.

## Classificació de les àlgebres de Lie semisimples
L'interès fonamental en els diagrames de Dynkin és que classifiquen les àlgebres de Lie semisimples sobre cossos algebraicament tancats. Una classificació aquestes àlgebres de Lie a través del seu sistema d'arrels, que pot ser representat per un diagrama Dynkin. A continuació, es classifica els diagrames de Dynkin segons les restriccions que han de complir, tal com es descriu a continuació.
Abandonar la direcció de les arestes del graf correspon a la substitució d'un sistema d'arrel pel grup de reflexió finita que genera, l'anomenat grup Weyl i, per tant, els diagrames Dynkin no dirigits classifiquen els grups Weyl.
Tenen la següent correspondència per a les àlgebres de Lie associades a grups clàssics sobre els nombres complexos:
| {\displaystyle A_{n}:} {\displaystyle {\mathfrak {sl}}_{n+1}}  | àlgebra de Lie lineal especial                                                 |
| {\displaystyle B_{n}:} {\displaystyle {\mathfrak {so}}_{2n+1}} | àlgebra de Lie ortogonal especial de dimensions senars                         |
| {\displaystyle C_{n}:} {\displaystyle {\mathfrak {sp}}_{2n}}   | àlgebra de Lie simplèctica                                                     |
| {\displaystyle D_{n}:} {\displaystyle {\mathfrak {so}}_{2n}}   | àlgebra de Lie ortogonal especial de dimensions parelles ({\displaystyle n>1}) |

Per als grups excepcionals, coincideixen els noms de l'àlgebra de Lie i el diagrama de Dynkin associat.

## Classificacions relacionades
Els diagrames de Dynkin es poden interpretar com a classificació de molts objectes diferents i relacionats, i la notació «An, Bn, ...» s'utilitza per referir-se a totes aquestes interpretacions, depenent del context; aquesta ambigüitat pot resultar confusa.
La classificació central és que una àlgebra de Lie simple té un sistema d'arrels, al qual s'associa un diagrama Dynkin (orientat); es pot referir a tots tres com Bn, per exemple.
El diagrama Dynkin no orientat és una forma del diagrama de Coxeter i correspon al grup Weyl, que és el grup de reflexió finita associat al sistema d'arrels. Així, Bn pot referir-se al diagrama no orientat (un tipus especial de diagrama de Coxeter), al grup Weyl (un grup de reflexió concret) o al grup abstracte de Coxeter.
S'ha de tenir en compte que si bé el grup Weyl és abstractament isomorf al grup de Coxeter, un isomorfisme específic depèn d'una elecció ordenada d'arrels simples. També s'ha de tenir en compte que, mentre que la notació del diagrama de Dynkin està estandarditzada, el diagrama de Coxeter i la notació de grup són variats i de vegades coincideix amb la notació del diagrama de Dynkin i de vegades no.
Finalment, de vegades els objectes associats es refereixen per la mateixa notació, encara que això no sempre es pot fer amb regularitat. Els exemples inclouen:
- La retícula arrel generada pel sistema arrel, com a la retícula E₈. Això es defineix de manera natural, però no un a un, per exemple, A₂ i G₂ generen tots dos la retícula hexagonal.
- Un polítop associat; per exemple, el polítop de Gosset 421 es pot referir com a «polítop E₈», ja que els seus vèrtexs són derivats del sistema d'arrels E₈ i té el grup E₈ Coxeter com a grup de simetria.
- Una forma quadràtica o múltiple associada; per exemple, la varietat E₈ té la forma d'intersecció donada per la retícula E₈.

Aquestes últimes notacions s'utilitzen principalment per a objectes associats a diagrames excepcionals; els objectes associats als diagrames regulars (A, B, C, D) tenen en lloc noms tradicionals.
L'índex (n) és igual al nombre de nodes del diagrama, el nombre d'arrels simples en una base, la dimensió de la xarxa arrel i l'entorn del sistema arrel, el nombre de generadors del grup Coxeter i el rang de l'algebra de Lie. Tanmateix, n no és igual a la dimensió del mòdul que defineix (una representació fonamental) de l'àlgebra de Lie (l'índex al diagrama de Dynkin no s'ha de confondre amb l'índex de l'algebra de Lie). Per exemple, {\displaystyle B_{4}} correspon a {\displaystyle {\mathfrak {so}}_{2\cdot 4+1}={\mathfrak {so}}_{9},}que actua naturalment en un espai de 9 dimensions, però té el rang 4 com a àlgebra de Lie.
Els diagrames simples de Dynkinenllaçats, aquells sense múltiples arestes (A, D, E), classifiquen molts altres objectes matemàtics (vegeu classificació ADE).

### Exemple: A₂
Per exemple, el símbol {\displaystyle A_{2}} pot fer referència a:
- El diagrama de Dynkin amb 2 nodes connectats, , que també es pot interpretar com un diagrama de Coxeter.
- El sistema d'arrels amb dues arrels simples amb angle de {\displaystyle 2\pi /3} rad (120 graus).
- L'àlgebra de Lie {\displaystyle {\mathfrak {sl}}_{2+1}={\mathfrak {sl}}_{3}} de rang 2.
- El grup de Weyl de simetries de les arrels (reflexions en el hiperplà ortogonal a les arrels), isomorfes al grup simètric {\displaystyle S_{3}} (d'ordre 6).
- El grup Coxeter abstracte, presentat per generadors i relacions, {\displaystyle \left\langle r_{1},r_{2}\mid (r_{1})^{2}=(r_{2})^{2}=(r_{i}r_{j})^{3}=1\right\rangle .}

## Construcció a partir de sistemes d'arrels

Sistema d'arrels,

Considerem un sistema d'arrels, que se suposa que és reduït i integral (o «cristal·logràfic»). En moltes aplicacions, aquest sistema d'arrels sorgirà d'una àlgebra de Lie semisimple.
Fem que {\displaystyle \Delta } sigui un conjunt d'arrels simples positives. A continuació, construirem un diagrama de {\displaystyle \Delta }. Formem un graf amb un vèrtex per a cada element de {\displaystyle \Delta }. A continuació, inserim les arestes entre cada parell de vèrtexs de la següent manera:
- Si les arrels corresponents als dos vèrtexs són ortogonals, no hi ha cap aresta entre els vèrtexs.
- Si l'angle entre les dues arrels és de 120º, posarem una aresta entre els vèrtexs.
- Si l'angle és de 135º, posarem dues arestes.
- Si l'angle és de 150º, posarem tres arestes.

(Aquests quatre casos extreuen tots els angles possibles entre parells d'arrels simples positives).
Finalment, si hi ha arestes entre un determinat parell de vèrtexs, les decorarem amb una fletxa que apunti des del vèrtex corresponent a l'arrel més llarga cap al vèrtex corresponent a l'arrel més curta (la fletxa s'omet si les arrels tenen la mateixa longitud). Pensant en la fletxa com a signe «major que» deixa clar el camí que ha d'anar la fletxa. Els diagrames de Dynkin condueixen a una classificació dels sistemes d'arrels. Tingueu en compte també que els angles i les relacions de longitud entre les arrels estan relacionats. Així, les arestes de les arrels no-ortogonals es poden descriure alternativament com una aresta per a una relació de longitud d'1, dues arestes per a una relació de longitud de {\displaystyle {\sqrt {2}}}, i tres arestes per a una relació de longitud de {\displaystyle {\sqrt {3}}} (no hi ha arestes quan les arrels són ortogonals, independentment de la relació de longitud).
Al sistema d'arrels A₂ (que es mostra a la imatge de la dreta), les arrels etiquetades {\displaystyle \alpha } i {\displaystyle \beta } formen una base. Atès que aquestes dues arrels es troben en un angle de 120º (amb una relació de longitud d'1), el diagrama de Dynkin consta de dos vèrtexs connectats per una sola aresta: .

## Restriccions
Els diagrames de Dynkin han de satisfer determinades restriccions; aquests són essencialment els satisfets per diagrames de Coxeter-Dynkin finits, juntament amb una restricció cristal·logràfica addicional.

## Connexió amb diagrames de Coxeter
Els diagrames de Dynkin estan estretament relacionats amb els diagrames de Coxeter de grups finits de Coxeter, i sovint la terminologia conflueix.
Els diagrames de Dynkin difereixen dels diagrames de Coxeter de grups finits en dos aspectes importants:
- Parcialment dirigit: Els diagrames de Dynkin són parcialment dirigits: qualsevol aresta múltiple (en termes de Coxeter, etiquetada amb «4» o superior) té una direcció (una fletxa que apunta des d'un node a l'altre); per tant, els diagrames de Dynkin tenen més dades que el diagrama de Coxeter subjacent (graf no dirigit). Al nivell de sistema d'arrels, la direcció correspon a apuntar cap al vector més curt; les arestes etiquetades com a «3» no tenen direcció perquè els vectors corresponents han de tenir la mateixa longitud. (alguns autors inverteixen aquesta convenció, amb la fletxa apuntant cap al vector més llarg).
- Restricció cristal·logràfica: Els diagrames de Dynkin han de satisfer una restricció addicional, és a dir, que les úniques arestes etiquetades permeses són 2, 3, 4 i 6, una restricció no compartida pels diagrames de Coxeter, de manera que no tots els diagrames de Coxeter d'un grup finit provenen d'un diagrama de Dynkin. Al nivell de sistema d'arrels, això correspon al teorema de restricció cristal·logràfica, ja que les arrels formen una xarxa.

Una altra diferència, que només és estilística, és que els diagrames de Dynkin es dibuixen convencionalment amb arestes dobles o triples entre nodes (per a p = 4, 6), en lloc d'una aresta marcada amb «p».
El terme «diagrama de Dynkin» de vegades fa referència al graf dirigit i de vegades al graf no dirigit. Per a la precisió, en aquest article «diagrama de Dynkin» significarà dirigit i el graf no orientat subjacent s'anomenarà «diagrama Dynkin no dirigit». Llavors els diagrames de Dynkin i els diagrames de Coxeter poden estar relacionats de la manera següent:
|            | cristal·logràfic              | grup puntual                        |
| ---------- | ----------------------------- | ----------------------------------- |
| dirigit    | Diagrama de Dynkin            |                                     |
| no dirigit | Diagrama de Dynkin no dirigit | Diagrama de Coxeter de grups finits |

Això vol dir que els diagrames de Coxeter de grups finits corresponen a grups de punts generats per reflexos, mentre que els diagrames de Dynkin han de satisfer una restricció addicional corresponent al teorema de restricció cristal·logràfica i que els diagrames de Coxeter no estan dirigits, mentre que els diagrames de Dynkin són (parcialment) dirigits.
Els objectes matemàtics corresponents classificats pels diagrames són:
|            | cristal·logràfic | grup puntual       |
| ---------- | ---------------- | ------------------ |
| dirigit    | Sistema d'arrels |                    |
| no dirigit | Grup Weyl        | Grup Coxeter finit |

A la part superior dreta buida, que correspon als grafs dirigits amb un graf no orientat subjacent, es pot definir formalment qualsevol diagrama de Coxeter (d'un grup finit), però és poc discutit i no sembla admetre una interpretació senzilla en termes d'objectes matemàtics d'interès.
Hi ha mapes naturals cap avall: dels diagrames de Dynkin als diagrames de Dynkin no dirigits; respectivament, des dels sistemes d'arrels fins als grups Weyl associats (i de la dreta) dels diagrames de Dynkin no dirigits als diagrames de Coxeter; respectivament de grups Weyl a grups finits de Coxeter.
El mapa cap avall està a (per definició) però no a un, ja que els diagrames de Bn i Cn coincideixen amb el mateix diagrama no orientat, amb el diagrama de Coxeter resultant i el grup de Weyl, per tant de vegades es denota BCn.
El mapa correcte és simplement una inclusió: els diagrames de Dynkin no dirigits són casos especials de diagrames de Coxeter, i els grups de Weyl són casos especials de grups de Coxeter finits (i no es troben, ja que no tots els diagrames de Coxeter són un diagrama Dynkin no dirigit, H₃, H₄ i I₂(p) per a p = 5 p ≥ 7), i corresponentment no tots els grups finits de Coxeter són un grup de Weyl.

## Isomorfismes

Els isomorfismes excepcionals dels diagrames de Dynkin connectats

Els diagrames de Dynkin són numerats convencionalment de manera que la llista no sigui redundant: {\displaystyle n\geq 1} per a {\displaystyle A_{n},} {\displaystyle n\geq 2} per a {\displaystyle B_{n},} {\displaystyle n\geq 3} per a {\displaystyle C_{n},} {\displaystyle n\geq 4} per a {\displaystyle D_{n},} i {\displaystyle E_{n}} començant a {\displaystyle n=6.} No obstant això, les famílies poden definir-se per a n més baixos, produint isomorfismes excepcionals dels diagrames i els corresponents isomorfismes excepcionals de les àlgebres de Lie i els grups de Lie associats.
De manera trivial, es poden iniciar les famílies a {\displaystyle n=0} o {\displaystyle n=1,} que són llavors isomorfes, ja que hi ha un diagrama buit únic i un diagrama únic d' 1-node. Els altres isomorfismes dels diagrames de Dynkin connectats són:
- {\displaystyle A_{1}\cong B_{1}\cong C_{1}}
- {\displaystyle B_{2}\cong C_{2}}
- {\displaystyle D_{2}\cong A_{1}\times A_{1}}
- {\displaystyle D_{3}\cong A_{3}}
- {\displaystyle E_{3}\cong A_{1}\times A_{2}}
- {\displaystyle E_{4}\cong A_{4}}
- {\displaystyle E_{5}\cong D_{5}}

Aquests isomorfismes corresponen a isomorfisme d'àlgebres de Lie simples i semisimples, que també corresponen a certs isomorfismes de les formes del grup de Lie d'aquests. També afegeixen context a la família En.

## Automorfismes
A més de l'isomorfisme entre diferents diagrames, alguns diagrames també tenen auto-isomorfismes o «automorfismes». Els diagrames d'automorfismes corresponen a automorfismes externs de l'àlgebra de Lie, el que significa que el grup automorfisme extern Out = Aut / Inn és igual al grup d'automorfismes de diagrama.

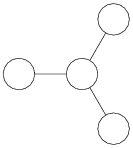

Els diagrames que tenen automorfismes no-trivials són An ({\displaystyle n>1}), Dn ({\displaystyle n>1}), i E₆. En tots aquests casos, excepte D₄, hi ha un únic automorfisme no-trivial (Out = C₂,el grup cíclic d'ordre 2), mentre que per D₄, el grup automorfisme és el grup simètric de tres lletres (S₃, ordre 6); aquest fenomen es coneix com a «trialitat». Succeeix que tots aquests diagrames d'automorfismes es poden realitzar com a simetries euclidianes de com es dibuixen convencionalment els diagrames en el pla, però això és només un artefacte de com es dibuixen, i no d'una estructura intrínseca.
Per a An, el diagrama d'automorfisme inverteix el diagrama, que és una línia. Els nodes del diagrama indexen els pesos fonamentals, que (per a An−1) és {\displaystyle \bigwedge ^{i}C^{n}} per a {\displaystyle i=1,\dots ,n}, i el diagrama d'automorfisme correspon a la dualitat{\displaystyle \bigwedge ^{i}C^{n}\mapsto \bigwedge ^{n-i}C^{n}.} Realitzat com a àlgebra de Lie {\displaystyle {\mathfrak {sl}}_{n+1},} l'automorfisme extern es pot expressar com a transposició negativa, {\displaystyle T\mapsto -T^{\mathrm {T} }}, que és com actua la representació dual.
- An

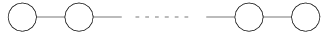
A_{n}

Per a Dn, el diagrama d'automorfisme està canviant els dos nodes al final de la Y, i correspon a canviar les dues representacions d'espins quirals. Realitzat com a àlgebra de Lie {\displaystyle {\mathfrak {so}}_{2n},} l'automorfisme extern es pot expressar com a conjugació per una matriu en O(2n) amb determinant −1. Vegeu que {\displaystyle \mathrm {A} _{3}\cong \mathrm {D} _{3},} de manera que els seus automorfismes coincideixen, mentre que {\displaystyle \mathrm {D} _{2}\cong \mathrm {A} _{1}\times \mathrm {A} _{1},} que està desconnectat, i l'automorfisme correspon a canviar els dos nodes.
- Dn

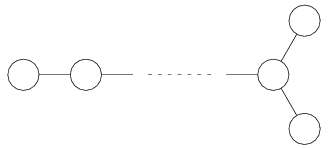
D_{n}

Per a D₄, la representació fonamental és isomorfa a les dues representacions d'espín i el grup simètric resultant a tres lletres (S₃, o bé, el grup diedral d'ordre 6, Dih₃) correspon tant als automorfismes de l'àlgebra de Lie com als automorfismes del diagrama.
El grup d'automorfismes d'E₆ correspon a invertir el diagrama i pot expressar-se mitjançant àlgebres de Jordan.

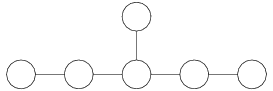
E₆

Els diagrames desconnectats, que corresponen a àlgebres de Lie semisimples, poden tenir automorfismes a partir dels components intercanviables del diagrama.
En característica positiva hi ha «diagrames d'automorfismes» addicionals (en termes generals, en la característica p es pot de vegades ignorar la fletxa dels vincles de la multiplicitat p al diagrama de Dynkin quan es prenen diagrames d'automorfismes). Així, en la característica 2 hi ha un automorfisme d'ordre 2 de {\displaystyle \mathrm {B} _{2}\cong \mathrm {C} _{2}} i de F₄, mentre que a la característica 3 hi ha un automorfisme d'ordre 2 de G₂. Però no s'aplica en totes les circumstàncies: per exemple, aquests automorfismes no han de sorgir com a automorfismes del grup algebraic corresponent, sinó en el nivell de punts valorats en un camp finit.

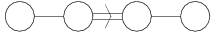
A la característica 2, la fletxa a F₄ es pot ignorar, donant lloc a un diagrama d'automorfisme addicional i als corresponents grups de Suzuki-Ree

### Construcció de grups de Lie mitjançant diagrames d'automorfisme
Els diagrames d'automorfismes produeixen al seu torn grups de Lie addicionals i grups de tipus Lie, que tenen una importància central en la classificació dels grups finits simples.
La construcció del grup de Chevalley de grups de Lie en termes del seu diagrama Dynkin no proporciona alguns dels grups clàssics, és a dir, els grups unitaris i els grups ortogonals no dividits. Els grups de Steinberg construeixen els grups unitaris ²An, mentre que els altres grups ortogonals es construeixen com ²Dn, on en ambdós casos això fa referència a la combinació d'un diagrama d'automorfisme amb un automorfisme de camp. Això també produeix grups de Lie addicionals exòtics ²E₆ i 3D₄, aquest últim només es defineix a través de camps amb un automorfisme d'ordre 3.
Els diagrames addicionals d'automorfismes en característiques positives donen lloc als grups de Suzuki-Ree, ²B₂, ²F₄, i ²G₂.

### Plegaments

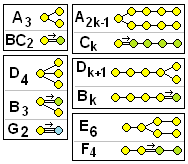
Plegaments de grups finits de Coxeter

Un diagrama Dynkin (bucle simple) (finit o afí) que té una simetria (que satisfà una condició, a continuació) es pot calcular mitjançant la simetria, donant lloc a un nou diagrama de bucle, generalment multiplicat, amb el procés anomenat «plegat» (a causa de la majoria de simetries de doble plec). Al nivell de les àlgebres de Lie, això correspon a prendre la subalgebra invariant sota el grup automorfisme extern, i el procés es pot definir exclusivament amb referència als sistemes d'arrels, sense utilitzar diagrames. A més, cada diagrama de múltiples bucles (finit o infinit) es pot obtenir mitjançant el plegat d'un diagrama de bucle simple.
La única condició de l'automorfisme de plegar és possible si els diferents nodes del graf en la mateixa òrbita (sota l'automorfisme) no s'han de connectar per una aresta; al nivell dels sistemes d'arrels, les arrels en la mateixa òrbita han de ser ortogonals. Al nivell dels diagrames, això és necessari, ja que d'altra banda el quocient del diagrama tindrà un bucle, a causa de la identificació de dos nodes però que té una aresta entre ells, i no es permeten bucles als diagrames de Dynkin.
Els nodes i les arestes del diagrama quocient («plegat») són les òrbites de nodes i arestes del diagrama original; les arestes són simples, tret que dues arestes incidents coincideixin amb el mateix node (notablement en nodes de valència superiors a 2), (un «punt de branca» del mapa), en aquest cas el pes és el nombre dels nodes incidents i la fletxa apunta cap a el node en què són incidents: «el punt de branca es mapeja al punt no homogeni». Per exemple, en D₄ plegat a G₂, al node en G₂ assenyala la classe dels 3 nodes exteriors (valència 1), a la classe del node central (valència 3).
Els plegaments de diagrames finits són:
- {\displaystyle A_{2n-1}\to C_{n}} (l'automorfisme d' A2n no produeix cap plegament perquè els dos nodes centrals estan connectats per una aresta, però en la mateixa òrbita).
- {\displaystyle D_{n+1}\to B_{n}}
- {\displaystyle D_{4}\to G_{2}} (es pot fer el quocient pel grup complet o un 3-bucle, a més de {\displaystyle D_{4}\to B_{3}}de tres maneres diferents, si es fa el quocient en una involució).
- {\displaystyle E_{6}\to F_{4}}

Hi ha plegaments similars per als diagrames afins, incloent:
- {\displaystyle {\tilde {A}}_{2n-1}\to {\tilde {C}}_{n}}
- {\displaystyle {\tilde {D}}_{n+1}\to {\tilde {B}}_{n}}
- {\displaystyle {\tilde {D}}_{4}\to {\tilde {G}}_{2}}
- {\displaystyle {\tilde {E}}_{6}\to {\tilde {F}}_{4}}

La noció de plegaments també es pot aplicar més generalment als diagrames de Coxeter; es pot generalitzar, bàsicament, els quocients admissibles dels diagrames de Dynkin a Hn i I₂(p). Geomètricament, això correspon a projeccions de polítops uniformes. Cal destacar que qualsevol diagrama de Dynkin, de bucle simple, es pot plegar a I₂(h), on h és el nombre de Coxeter, que correspon geomètricament a la projecció al pla de Coxeter.
Es pot aplicar el plegat per reduir les qüestions sobre les àlgebres de Lie (semisimples) a qüestions sobre bucles simples, juntament amb un automorfisme, que pot ser més senzill que tractar directament les múltiples àlgebres de bucles; això es pot fer en la construcció de les àlgebres de Lie semisimples, per exemple (vegeu Math Overflow: Folding by Automorphisms).

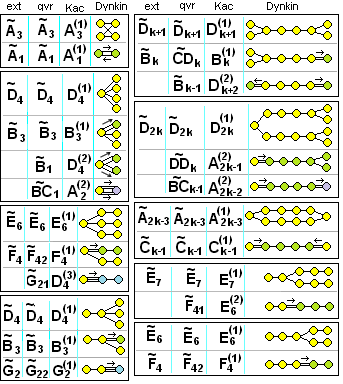
Plegaments de grups de Coxeter afins, amb tres convencions de noms: primer, el conjunt estès original; el segon usat en el context de grafs de quivers; i l'última de Victor Kac per a àlgebres Lie afines retorçades

## Altres mapes de diagrames
| Sistema d'arrels A₂ | Sistema d'arrels G₂ |

Alguns mapes addicionals de diagrames tenen interpretacions significatives, tal com es detalla a continuació. Tanmateix, no tots els mapes de sistemes d'arrels es produeixen com a mapes de diagrames.
Per exemple, hi ha dues inclusions de sistemes d'arrels d' A₂ a G₂, ja sigui com les sis arrels llargues o les sis arrels curtes. No obstant això, els nodes del diagrama de G₂ corresponen a una arrel llarga i una arrel curta, mentre que els nodes del node A₂ corresponen a arrels d'igual longitud i, per tant, aquest mapa de sistemes d'arrels no es pot expressar com un mapa dels diagrames.
Algunes inclusions dels sistemes d'arrels poden expressar-se com un diagrama que és un subgraf induït d'un altre, que significa «un subconjunt dels nodes, amb totes les arestes entre ells». Això és perquè l'eliminació d'un node d'un diagrama de Dynkin correspon a l'eliminació d'una arrel simple d'un sistema d'arrels, que produeix un sistema d'arrel de rang inferior. En canvi, eliminar una aresta (o canviar la multiplicitat d'una aresta) deixant els nodes invariables correspon a canviar els angles entre les arrels, cosa que no es pot fer sense canviar tot el sistema d'arrels. Per tant, es poden eliminar significativament els nodes, però no les arestes. L'eliminació d'un node d'un diagrama connectat pot produir un diagrama connectat (àlgebra de Lie simple), si el node és una fulla, o un diagrama desconnectat (àlgebra de Lie semisimple però no senzilla), amb dos o tres components (aquest últim per Dn i En). Al nivell de les àlgebres de Lie, aquestes inclusions corresponen a sub-àlgebres de Lie.
Els subgrafs màxims són els següents (els subgrafs relacionats amb un diagrama d'automorfisme s'anomenen «conjugat»):
- An+1: An, en dos maneres conjugades.
- Bn+1: An, Bn.
- Cn+1: An, Cn.
- Dn+1: An (dos maneres conjugades), Dn.
- En+1: An, Dn, En.
  - Per a E₆, dos d'aquests coincideixen: {\displaystyle \mathrm {D} _{5}\cong \mathrm {E} _{5}} i són conjugats.
- F₄: B₃, C₃.
- G₂: A1, en dues maneres no conjugades (com una arrel llarga o una arrel curta).

Finalment, la dualitat dels diagrames correspon a la inversió de la direcció de les fletxes, si és que hi ha; Bn i Cn són dobles, mentre que F₄ i G₂ són auto-dual, igual que els diagrames ADE de bucle simple.

## Bucle simple

Els diagrames de Dynkin de bucle simple classifiquen diversos objectes matemàtics; això s'anomena classificació ADE

Un diagrama de Dynkin sense arestes múltiples s'anomena «bucle simple», igual que el corresponent àlgebra de Lie i el grup de Lie. Aquests són els diagrames {\displaystyle A_{n},D_{n},E_{n}} i els fenòmens que aquests diagrames classifiquen s'anomenen classificació ADE. En aquest cas, els diagrames de Dynkin coincideixen exactament amb els diagrames de Coxeter, ja que no hi ha múltiples arestes.

## Diagrames de Satake
Els diagrames de Dynkin classifiquen les àlgebres de Lie semisimples complexes. Les àlgebres de Lie semisimples reals poden ser classificades com a formes reals d'algebres de Lie semisimples complexes, i aquestes es classifiquen per diagrames de Satake, que s'obtenen del diagrama de Dynkin etiquetant alguns vèrtexs negres (plens) i connectant uns altres vèrtexs en parelles per fletxes, segons certes regles.

## Convencions
S'han dibuixat de diverses maneres els diagrames de Dynkin; la convenció seguida aquí és comuna, amb angles de 180° en nodes de valència 2, angle de 120 ° sobre el node de valència 3 de Dn, i angle de 90 ° / 90 ° / 180 ° sobre el node de valència 3 d'En, amb multiplicitat indicada per 1, 2 o 3 arestes paral·leles i la longitud de l'arrel indicades dibuixant una fletxa a la vora per orientar-la. Més enllà de la senzillesa, un altre avantatge d'aquesta convenció és que els diagrames d'automorfismes es realitzen per isometries euclidianes dels diagrames.
La convenció alternativa inclou l'escriptura d'un nombre per l'aresta per indicar la multiplicitat (comunament utilitzada en els diagrames de Coxeter), per enfosquir els nodes per indicar la longitud de l'arrel, o utilitzar angles de 120 ° en els nodes de valència 2 per fer que els nodes siguin més diferents.
També hi ha convencions sobre la numeració dels nodes. La convenció moderna més comuna es va desenvolupar a la dècada del 1960 i s'il·lustra a (Bourbaki 1968).

## Diagrama de Dynkin de rang 2
Els diagrames de Dynkin són equivalents a les matrius de Cartan generalitzades, com es mostra en aquesta taula de diagrames de Dynkin de rang 2 amb les seves corresponents matrius de Cartan 2x2.
Per al rang 2, la forma de matriu de Cartan és:
{\displaystyle A=\left[{\begin{matrix}2&a_{12}\\a_{21}&2\end{matrix}}\right]}
Un diagrama de múltiples arestes correspon als elements no-diagonals de la matriu de Cartan (-a21, -a₁₂), amb el nombre d'arestes dibuixades igual a max(-a21, -a₁₂), i una fletxa que apunta cap a elements no unitaris.
Una «matriu de Cartan generalitzada» és una matriu quadrada {\displaystyle A=(a_{ij})} de tal manera que:
1. Per a les entrades de la diagonal, {\displaystyle a_{ii}=2}.
2. Per a les entrades de la no-diagonal, {\displaystyle a_{ij}\leq 0}.
3. {\displaystyle a_{ij}=0} si i només si {\displaystyle a_{ji}=0}

La matriu de Cartan determina si el grup és de: 
- tipus finit, si és una matriu definida positiva, és a dir, tots els valors propis són positius,
- tipus afí, si no és una matriu definida positiva però sí semidefinida positiva, és a dir, tots els valors propis no són negatius,
- tipus indefinit. Sovint, el tipus indefinit es subdivideix, per exemple, un grup de Coxeter és Lorentzià si té un valor propi negatiu i tots els altres valors propis són positius. A més, múltiples fonts es refereixen a grups de Coxeter hiperbòlics, però hi ha diverses definicions no equivalents per a aquest terme. A la discussió següent, els grups de Coxeter hiperbòlics són un cas especial de Lorentzià, que satisfà una condició extra. S'ha de tenir en compte que per al rang 2, totes les matrius de determinats de Cartan negatives corresponen a un grup de Coxeter hiperbòlic. Però, en general, les matrius de determinants molt negatives no són ni hiperbòliques ni Lorentzianes.

Les branques finites tenen (-a21, -a₁₂)=(1,1), (2,1), (3,1), i les branques afins (amb un determinant zero) tenen (-a21, -a₁₂) =(2,2) o (4,1).
| Nom del grup | Diagrama de Dynkin                   | Diagrama de Dynkin | Diagrama de Dynkin | Matriu de Cartan                                                                                  | Matriu de Cartan        | Ordre de simetria | Grups relacionats de bucle senzill3 |
| Nom del grup | Graf d'arestes múltiples (estàndard) | Graf valorat¹      | Graf de Coxeter²   | {\displaystyle \left[{\begin{matrix}2&a_{12}\\a_{21}&2\end{matrix}}\right]}                       | Determinant (4-a21*a₁₂) | Ordre de simetria | Grups relacionats de bucle senzill3 |
| --- | ------------------------------------ | ------------------ | ------------------ | ------------------------------------------------------------------------------------------------- | ----------------------- | ----------------- | ----------------------------------- |
| Finit (Determinant > 0) |                                      |                    |                    |                                                                                                   |                         |                   |                                     |
| A1xA1 |                                      |                    |                    | {\displaystyle \left[{\begin{smallmatrix}2&0\\0&2\end{smallmatrix}}\right]}                       | 4                       | 2                 |                                     |
| A₂ (no dirigit) |                                      |                    |                    | {\displaystyle \left[{\begin{smallmatrix}2&-1\\-1&2\end{smallmatrix}}\right]}                     | 3                       | 3                 |                                     |
| B₂ |                                      |                    |                    | {\displaystyle \left[{\begin{smallmatrix}2&-2\\-1&2\end{smallmatrix}}\right]}                     | 2                       | 4                 | {\displaystyle {A}_{3}}             |
| C₂ |                                      |                    |                    | {\displaystyle \left[{\begin{smallmatrix}2&-1\\-2&2\end{smallmatrix}}\right]}                     | 2                       | 4                 | {\displaystyle {A}_{3}}             |
| BC₂ (no dirigit) |                                      |                    |                    | {\displaystyle \left[{\begin{smallmatrix}2&-{\sqrt {2}}\\-{\sqrt {2}}&2\end{smallmatrix}}\right]} | 2                       | 4                 |                                     |
| G₂ |                                      |                    |                    | {\displaystyle \left[{\begin{smallmatrix}2&-1\\-3&2\end{smallmatrix}}\right]}                     | 1                       | 6                 | {\displaystyle {D}_{4}}             |
| G₂ (no dirigit) |                                      |                    |                    | {\displaystyle \left[{\begin{smallmatrix}2&-{\sqrt {3}}\\-{\sqrt {3}}&2\end{smallmatrix}}\right]} | 1                       | 6                 |                                     |
| Afí (Determinant = 0) |                                      |                    |                    |                                                                                                   |                         |                   |                                     |
| A1(1) |                                      |                    |                    | {\displaystyle \left[{\begin{smallmatrix}2&-2\\-2&2\end{smallmatrix}}\right]}                     | 0                       | ∞                 | {\displaystyle {\tilde {A}}_{3}}    |
| A₂(2) |                                      |                    |                    | {\displaystyle \left[{\begin{smallmatrix}2&-1\\-4&2\end{smallmatrix}}\right]}                     | 0                       | ∞                 | {\displaystyle {\tilde {D}}_{4}}    |
| Hiperbòlic (Determinant < 0) |                                      |                    |                    |                                                                                                   |                         |                   |                                     |
| |                                      |                    |                    | {\displaystyle \left[{\begin{smallmatrix}2&-1\\-5&2\end{smallmatrix}}\right]}                     | -1                      | -                 |                                     |
| |                                      |                    |                    | {\displaystyle \left[{\begin{smallmatrix}2&-2\\-3&2\end{smallmatrix}}\right]}                     | -2                      | -                 |                                     |
| |                                      |                    |                    | {\displaystyle \left[{\begin{smallmatrix}2&-1\\-6&2\end{smallmatrix}}\right]}                     | -2                      | -                 |                                     |
| |                                      |                    |                    | {\displaystyle \left[{\begin{smallmatrix}2&-1\\-7&2\end{smallmatrix}}\right]}                     | -3                      | -                 |                                     |
| |                                      |                    |                    | {\displaystyle \left[{\begin{smallmatrix}2&-2\\-4&2\end{smallmatrix}}\right]}                     | -4                      | -                 |                                     |
| |                                      |                    |                    | {\displaystyle \left[{\begin{smallmatrix}2&-1\\-8&2\end{smallmatrix}}\right]}                     | -4                      | -                 |                                     |
| |                                      |                    |                    | {\displaystyle \left[{\begin{smallmatrix}2&-3\\-3&2\end{smallmatrix}}\right]}                     | -5                      | -                 |                                     |
| |                                      |                    |                    | {\displaystyle \left[{\begin{smallmatrix}2&-b\\-a&2\end{smallmatrix}}\right]}                     | 4-ab<0                  | -                 |                                     |
| Nota¹: Per a grups hiperòlics, (a₁₂*a21>4), l'estil d'aresta múltiple s'abandona a favor d'un etiquetatge explícit (a21, a₁₂) a l'aresta. Normalment no s'apliquen a gràfics finits i afins. Nota²: Per als grups no-dirigits, els diagrames de Coxeter són intercanviables. Normalment estan etiquetats pel seu ordre de simetria, amb ordre-3 implicat sense etiqueta. Nota3: Molts grups d'aresta múltiple es poden obtenir a partir d'un grup de bucle senzill més classificat aplicant una operació de plegat adequada. |                                      |                    |                    |                                                                                                   |                         |                   |                                     |

## Diagrames de Dynkin fintis
| Rang | Grups de Lie clàssics    | Grups de Lie clàssics    | Grups de Lie clàssics    | Grups de Lie clàssics    | Grups de Lie excepcionals | Grups de Lie excepcionals                         |
| Rang | {\displaystyle {A}_{1+}} | {\displaystyle {B}_{2+}} | {\displaystyle {C}_{2+}} | {\displaystyle {D}_{2+}} | {\displaystyle {E}_{3-8}} | {\displaystyle {G}_{2}} / {\displaystyle {F}_{4}} |
| ---- | ------------------------ | ------------------------ | ------------------------ | ------------------------ | ------------------------- | ------------------------------------------------- |
| 1    | A1                       |                          |                          |                          |                           |                                                   |
| 2    | A₂                       | B₂                       | C₂=B₂                    | D₂=A1A1                  |                           | G₂                                                |
| 3    | A₃                       | B₃                       | C₃                       | D₃=A₃                    | E₃=A₂A1                   |                                                   |
| 4    | A₄                       | B₄                       | C₄                       | D₄                       | E₄=A₄                     | F₄                                                |
| 5    | A₅                       | B₅                       | C₅                       | D₅                       | E₅=D₅                     |                                                   |
| 6    | A₆                       | B₆                       | C₆                       | D₆                       | E₆                        |                                                   |
| 7    | A₇                       | B₇                       | C₇                       | D₇                       | E₇                        |                                                   |
| 8    | A₈                       | B₈                       | C₈                       | D₈                       | E₈                        |                                                   |
| 9    | A9                       | B9                       | C9                       | D9                       |                           |                                                   |
| 10+  | ...                      | ...                      | ...                      | ...                      | ...                       | ...                                               |

## Diagrames de Dynkin afins
Hi ha extensions dels diagrames de Dynkin, anomenats «diagrames de Dynkin afins»; aquests classifiquen les matrius de Cartan d'àlgebres de Lie afins. Aquests es classifiquen en (Kac 1994, Capítol 4, pp. 47–), que figuren específicament a la llista de (Kac 1994, pp. 53–55). Els diagrames afins es denoten com {\displaystyle X_{l}^{(1)},X_{l}^{(2)},}o bé {\displaystyle X_{l}^{(3)},}on X és la lletra del diagrama finit corresponent, i l'exponent depèn de quina sèrie de diagrames afins es trobin. El primer d'aquests, {\displaystyle X_{l}^{(1)},}són més habituals i s'anomenen «diagrames de Dynkin estesos» i denotats amb un tilde, i també de vegades marcats amb un superíndex +, com {\displaystyle {\tilde {A}}_{5}=A_{5}^{(1)}=A_{5}^{+}}. Les sèries (2) i (3) s'anomenen «diagrames afins retorçats». Vegeu Dynkin diagram generator (generador de diagrames de Dynkin).
| El conjunt de diagrames de Dynkin afins estesos, amb nodes afegits en verd ({\displaystyle n\geq 3} per a {\displaystyle B_{n}} i {\displaystyle n\geq 4} per a {\displaystyle D_{n}}) | Les formes afins «retorçades» es denominen amb superíndex (2) o (3). (k és el nombre de nodes grocs del graf) |

Aquí hi ha tots els grafs de Dynkin per a grups afins fins a 10 nodes. Els grafs de Dynkin estesos es donen com a ~ famílies, igual que els grafs finits anteriors, amb un node afegit. Altres variacions de grafs dirigits es donen amb un valor superíndex (2) o (3), que representa plegaments de grups d'ordre superior. Aquests es classifiquen com a «diagrames afins retorçats».
| Rang | {\displaystyle {\tilde {A}}_{1+}}                                | {\displaystyle {\tilde {B}}_{3+}}                                                                | {\displaystyle {\tilde {C}}_{2+}}                                                                                                | {\displaystyle {\tilde {D}}_{4+}}                                | E / F / G                                                                                      |
| ---- | ---------------------------------------------------------------- | ------------------------------------------------------------------------------------------------ | --- | ---------------------------------------------------------------- | ---------------------------------------------------------------------------------------------- |
| 2    | {\displaystyle {\tilde {A}}_{1}} o {\displaystyle {A}_{1}^{(1)}} |                                                                                                  | {\displaystyle {A}_{2}^{(2)}}:                                                                                                   |                                                                  |                                                                                                |
| 3    | {\displaystyle {\tilde {A}}_{2}} o {\displaystyle {A}_{2}^{(1)}} |                                                                                                  | {\displaystyle {\tilde {C}}_{2}} o {\displaystyle {C}_{2}^{(1)}} {\displaystyle {D}_{5}^{(2)}}: {\displaystyle {A}_{4}^{(2)}}:   |                                                                  | {\displaystyle {\tilde {G}}_{2}} o {\displaystyle {G}_{2}^{(1)}} {\displaystyle {D}_{4}^{(3)}} |
| 4    | {\displaystyle {\tilde {A}}_{3}} o {\displaystyle {A}_{3}^{(1)}} | {\displaystyle {\tilde {B}}_{3}} o {\displaystyle {B}_{3}^{(1)}} {\displaystyle {A}_{5}^{(2)}}:  | {\displaystyle {\tilde {C}}_{3}} o {\displaystyle {C}_{3}^{(1)}} {\displaystyle {D}_{6}^{(2)}}: {\displaystyle {A}_{6}^{(2)}}:   |                                                                  |                                                                                                |
| 5    | {\displaystyle {\tilde {A}}_{4}} o {\displaystyle {A}_{4}^{(1)}} | {\displaystyle {\tilde {B}}_{4}} o {\displaystyle {B}_{4}^{(1)}} {\displaystyle {A}_{7}^{(2)}}:  | {\displaystyle {\tilde {C}}_{4}} o {\displaystyle {C}_{4}^{(1)}} {\displaystyle {D}_{7}^{(2)}}: {\displaystyle {A}_{8}^{(2)}}:   | {\displaystyle {\tilde {D}}_{4}} o {\displaystyle {D}_{4}^{(1)}} | {\displaystyle {\tilde {F}}_{4}} o {\displaystyle {F}_{4}^{(1)}} {\displaystyle {E}_{6}^{(2)}} |
| 6    | {\displaystyle {\tilde {A}}_{5}} o {\displaystyle {A}_{5}^{(1)}} | {\displaystyle {\tilde {B}}_{5}} o {\displaystyle {B}_{5}^{(1)}} {\displaystyle {A}_{9}^{(2)}}:  | {\displaystyle {\tilde {C}}_{5}} o {\displaystyle {C}_{5}^{(1)}} {\displaystyle {D}_{8}^{(2)}}: {\displaystyle {A}_{10}^{(2)}}:  | {\displaystyle {\tilde {D}}_{5}} o {\displaystyle {D}_{5}^{(1)}} |                                                                                                |
| 7    | {\displaystyle {\tilde {A}}_{6}} o {\displaystyle {A}_{6}^{(1)}} | {\displaystyle {\tilde {B}}_{6}} o {\displaystyle {B}_{6}^{(1)}} {\displaystyle {A}_{11}^{(2)}}: | {\displaystyle {\tilde {C}}_{6}} o {\displaystyle {C}_{6}^{(1)}} {\displaystyle {D}_{9}^{(2)}}: {\displaystyle {A}_{12}^{(2)}}:  | {\displaystyle {\tilde {D}}_{6}} o {\displaystyle {D}_{6}^{(1)}} | {\displaystyle {\tilde {E}}_{6}} o {\displaystyle {E}_{6}^{(1)}}                               |
| 8    | {\displaystyle {\tilde {A}}_{7}} o {\displaystyle {A}_{7}^{(1)}} | {\displaystyle {\tilde {B}}_{7}} o {\displaystyle {B}_{7}^{(1)}} {\displaystyle {A}_{13}^{(2)}}: | {\displaystyle {\tilde {C}}_{7}} o {\displaystyle {C}_{7}^{(1)}} {\displaystyle {D}_{10}^{(2)}}: {\displaystyle {A}_{14}^{(2)}}: | {\displaystyle {\tilde {D}}_{7}} o {\displaystyle {D}_{7}^{(1)}} | {\displaystyle {\tilde {E}}_{7}} o {\displaystyle {E}_{7}^{(1)}}                               |
| 9    | {\displaystyle {\tilde {A}}_{8}} o {\displaystyle {A}_{8}^{(1)}} | {\displaystyle {\tilde {B}}_{8}} o {\displaystyle {B}_{8}^{(1)}} {\displaystyle {A}_{15}^{(2)}}: | {\displaystyle {\tilde {C}}_{8}} o {\displaystyle {C}_{8}^{(1)}} {\displaystyle {D}_{11}^{(2)}}: {\displaystyle {A}_{16}^{(2)}}: | {\displaystyle {\tilde {D}}_{8}} o {\displaystyle {D}_{8}^{(1)}} | {\displaystyle {\tilde {E}}_{8}} o {\displaystyle {E}_{8}^{(1)}}                               |
| 10   | {\displaystyle {\tilde {A}}_{9}} o {\displaystyle {A}_{9}^{(1)}} | {\displaystyle {\tilde {B}}_{9}} o {\displaystyle {B}_{9}^{(1)}} {\displaystyle {A}_{17}^{(2)}}: | {\displaystyle {\tilde {C}}_{9}} o {\displaystyle {C}_{9}^{(1)}} {\displaystyle {D}_{12}^{(2)}}: {\displaystyle {A}_{18}^{(2)}}: | {\displaystyle {\tilde {D}}_{9}} o {\displaystyle {D}_{9}^{(1)}} |                                                                                                |
| 11   | ...                                                              | ...                                                                                              | ... | ...                                                              | ...                                                                                            |

## Diagrames de Dynkin més alts i hiperbòlics
S'ha enumerat el conjunt de grafs de Dynkin hiperbólics compactes i no compactes. Tots els gràfics hiperbòlics de rang 3 són compactes. Existeixen diagrames compostos de Dynkin hiperbòlics fins al rang 5 i existeixen grafs hiperbòlics no compactes fins al rang 10.
| Rang | Compacte | No compacte | Total |
| ---- | -------- | ----------- | ----- |
| 3    | 31       | 93          | 123   |
| 4    | 3        | 50          | 53    |
| 5    | 1        | 21          | 22    |
| 6    | 0        | 22          | 22    |
| 7    | 0        | 4           | 4     |
| 8    | 0        | 5           | 5     |
| 9    | 0        | 5           | 5     |
| 10   | 0        | 4           | 4     |

### Diagrames de Dynkin hiperbòlics compactes
| Rang 3 | Rang 3 | Rang 4                                                 | Rang 5                  |
| --- | --- | ------------------------------------------------------ | ----------------------- |
| Grafs lineals - (6 4 2): - H100(3): - H101(3): - H105(3): - H106(3): - (6 6 2): - H114(3): - H115(3): - H116(3): | Grafs cíclics - (4 3 3): H1(3): - (4 4 3): 3 formes... - (4 4 4): 2 formes... - (6 3 3): H₃(3): - (6 4 3): 4 formes... - (6 4 4): 4 formes... - (6 6 3): 3 formes... - (6 6 4): 4 formes... - (6 6 6): 2 formes... | - (4 3 3 3): - H₈(4): - H13(4): - (4 3 4 3): - H14(4): | - (4 3 3 3 3): - H₇(5): |

### Diagrames no compactes (formes molt esteses)
Algunes notacions utilitzades en la física teòrica, com la teoria M, utilitzen un superíndex (+) per a grups estesos en lloc d'un (~) i això permet definir grups d'extensions més grans.
1. Els diagrames de Dynkin estesos (afins) són denotats amb (+) i representen un node afegit (igual que ~).
2. Els diagrames de Dynkin ampliats (hiperbòlics) són denotats amb (^) o (++) i representen dos nodes afegits.
3. Els diagrames de Dynkin molt estesos són denotats amb "+++" i representen tres nodes afegits.

| Rang | {\displaystyle {AE}_{n}} = An-2(1)^ | {\displaystyle {BE}_{n}} = Bn-2(1)^ {\displaystyle {CE}_{n}} | Cn-2(1)^                     | {\displaystyle {DE}_{n}} = Dn-2(1)^ | E / F / G                       |
| ---- | ----------------------------------- | ------------------------------------------------------------ | ---------------------------- | ----------------------------------- | ------------------------------- |
| 3    | {\displaystyle {AE}_{3}}:           |                                                              |                              |                                     |                                 |
| 4    | {\displaystyle {AE}_{4}}:           |                                                              | C₂(1)^ A₄(2)'^ A₄(2)^ D₃(2)^ |                                     | G₂(1)^ D₄(3)^                   |
| 5    | {\displaystyle {AE}_{5}}:           | {\displaystyle {BE}_{5}} {\displaystyle {CE}_{5}}            | C₃(1)^ A₆(2)^ A₆(2)'^ D₅(2)^ |                                     |                                 |
| 6    | {\displaystyle {AE}_{6}}            | {\displaystyle {BE}_{6}} {\displaystyle {CE}_{6}}            | C₄(1)^ A₈(2)^ A₈(2)'^ D₇(2)^ | {\displaystyle {DE}_{6}}            | F₄(1)^ E₆(2)^                   |
| 7    | {\displaystyle {AE}_{7}}            | {\displaystyle {BE}_{7}} {\displaystyle {CE}_{7}}            |                              | {\displaystyle {DE}_{7}}            |                                 |
| 8    | {\displaystyle {AE}_{8}}            | {\displaystyle {BE}_{8}} {\displaystyle {CE}_{8}}            |                              | {\displaystyle {DE}_{8}}            | E₆(1)^                          |
| 9    | {\displaystyle {AE}_{9}}            | {\displaystyle {BE}_{9}} {\displaystyle {CE}_{9}}            |                              | {\displaystyle {DE}_{9}}            | E₇(1)^                          |
| 10   |                                     | {\displaystyle {BE}_{10}} {\displaystyle {CE}_{10}}          |                              | {\displaystyle {DE}_{10}}           | {\displaystyle {E}_{10}}=E₈(1)^ |

### Els 238 grups hiperbòlics (compactes i no compactes)

Els 238 grups hiperbòlics (compactes i no compactes) de rang {\displaystyle n\geq 3}s'anomenen {\displaystyle H_{i}^{(n)}} i es llisten com {\displaystyle i=1,2,3...} per a cada rang.

### Grups molt estesos
Els grups molt estesos són grups de Lorentz, definits per afegiment de tres nodes als grups finits. Els grups E₈, E₇, E₆, F₄ i G₂ ofereixen sis sèries com a grups molt estesos. Altres sèries esteses no mostrades es poden definir a partir d' An, Bn, Cn i Dn, com a sèries diferents per a cada n. El determinant de la matriu de Cartan associada determina on la sèrie canvia de finit (positiu) a afí (zero) a un grup hiperbòlic no compacte (negatiu) i finalitzant com un grup de Lorentz que es pot definir amb l'ús d'una dimensió temporal, i que s'utilitza en la teoria M.
| Finit   | {\displaystyle A_{2}}                | {\displaystyle C_{2}}                | {\displaystyle G_{2}}                |
| ------- | ------------------------------------ | ------------------------------------ | ------------------------------------ |
| 2       | A₂                                   | C₂                                   | G₂                                   |
| 3       | A₂+={\displaystyle {\tilde {A}}_{2}} | C₂+={\displaystyle {\tilde {C}}_{2}} | G₂+={\displaystyle {\tilde {G}}_{2}} |
| 4       | A₂++                                 | C₂++                                 | G₂++                                 |
| 5       | A₂+++                                | C₂+++                                | G₂+++                                |
| Det(Mn) | 3(3-n)                               | 2(3-n)                               | 3-n                                  |

| Finit   | {\displaystyle A_{3}}                | {\displaystyle B_{3}}                | {\displaystyle C_{3}}                | {\displaystyle A_{4}}                | {\displaystyle B_{4}}                | {\displaystyle C_{4}}                | {\displaystyle D_{4}}                | {\displaystyle F_{4}}                |
| ------- | ------------------------------------ | ------------------------------------ | ------------------------------------ | ------------------------------------ | ------------------------------------ | ------------------------------------ | ------------------------------------ | ------------------------------------ |
| 2       |                                      | A1²                                  |                                      |                                      |                                      |                                      |                                      | A₂                                   |
| 3       | A₃                                   | B₃                                   | C₃                                   |                                      | B₂A1                                 |                                      | A13                                  |                                      |
| 4       | A₃+={\displaystyle {\tilde {A}}_{3}} | B₃+={\displaystyle {\tilde {B}}_{3}} | C₃+={\displaystyle {\tilde {C}}_{3}} | A₄                                   | B₄                                   | C₄                                   | D₄                                   | F₄                                   |
| 5       | A₃++                                 | B₃++                                 | C₃++                                 | A₄+={\displaystyle {\tilde {A}}_{4}} | B₄+={\displaystyle {\tilde {B}}_{4}} | C₄+={\displaystyle {\tilde {C}}_{4}} | D₄+={\displaystyle {\tilde {D}}_{4}} | F₄+={\displaystyle {\tilde {F}}_{4}} |
| 6       | A₃+++                                | B₃+++                                | C₃+++                                | A₄++                                 | B₄++                                 | C₄++                                 | D₄++                                 | F₄++                                 |
| 7       |                                      |                                      |                                      | A₄+++                                | B₄+++                                | C₄+++                                | D₄+++                                | F₄+++                                |
| Det(Mn) | 4(4-n)                               | 2(4-n)                               | 2(4-n)                               | 5(5-n)                               | 2(5-n)                               | 2(5-n)                               | 4(5-n)                               | 5-n                                  |

| Finit   | {\displaystyle A_{5}}                | {\displaystyle B_{5}}                | {\displaystyle D_{5}}                | {\displaystyle A_{6}}                | {\displaystyle B_{6}}                | {\displaystyle D_{6}}                | {\displaystyle E_{6}}                |
| ------- | ------------------------------------ | ------------------------------------ | ------------------------------------ | ------------------------------------ | ------------------------------------ | ------------------------------------ | ------------------------------------ |
| 4       |                                      | B₃A1                                 | A₃A1                                 |                                      |                                      |                                      | A₂²                                  |
| 5       | A₅                                   |                                      | D₅                                   |                                      | B₄A1                                 | D₄A1                                 | A₅                                   |
| 6       | A₅+={\displaystyle {\tilde {A}}_{5}} | B₅+={\displaystyle {\tilde {B}}_{5}} | D₅+={\displaystyle {\tilde {D}}_{5}} | A₆                                   | B₆                                   | D₆                                   | E₆                                   |
| 7       | A₅++                                 | B₅++                                 | D₅++                                 | A₆+={\displaystyle {\tilde {A}}_{6}} | B₆+={\displaystyle {\tilde {B}}_{6}} | D₆+={\displaystyle {\tilde {D}}_{6}} | E₆+={\displaystyle {\tilde {E}}_{6}} |
| 8       | A₅+++                                | B₅+++                                | D₅+++                                | A₆++                                 | B₆++                                 | D₆++                                 | E₆++                                 |
| 9       |                                      |                                      |                                      | A₆+++                                | B₆+++                                | D₆+++                                | E₆+++                                |
| Det(Mn) | 6(6-n)                               | 2(6-n)                               | 4(6-n)                               | 7(7-n)                               | 2(7-n)                               | 4(7-n)                               | 3(7-n)                               |

| Finit   | A₇                                   | B₇                                   | D₇                                   | E₇                                   | E₈                                      |
| ------- | ------------------------------------ | ------------------------------------ | ------------------------------------ | ------------------------------------ | --------------------------------------- |
| 3       |                                      |                                      |                                      |                                      | E₃=A₂A1                                 |
| 4       |                                      |                                      |                                      | A₃A1                                 | E₄=A₄                                   |
| 5       |                                      |                                      |                                      | A₅                                   | E₅=D₅                                   |
| 6       |                                      | B₅A1                                 | D₅A1                                 | D₆                                   | E₆                                      |
| 7       | A₇                                   | B₇                                   | D₇                                   | E₇                                   | E₇                                      |
| 8       | A₇+={\displaystyle {\tilde {A}}_{7}} | B₇+={\displaystyle {\tilde {B}}_{7}} | D₇+={\displaystyle {\tilde {D}}_{7}} | E₇+={\displaystyle {\tilde {E}}_{7}} | E₈                                      |
| 9       | A₇++                                 | B₇++                                 | D₇++                                 | E₇++                                 | E9=E₈+={\displaystyle {\tilde {E}}_{8}} |
| 10      | A₇+++                                | B₇+++                                | D₇+++                                | E₇+++                                | E10=E₈++                                |
| 11      |                                      |                                      |                                      |                                      | E11=E₈+++                               |
| Det(Mn) | 8(8-n)                               | 2(8-n)                               | 4(8-n)                               | 2(8-n)                               | 9-n                                     |